# Shane Acker
Shane Acker (Wheaton, 1971) è un regista, sceneggiatore e animatore statunitense.
Famoso per aver diretto e creato il lungometraggio d'animazione 9, basato su un suo precedente lavoro candidato come miglior corto d'animazione agli Academy Awards del 2005.

## Biografia
Dopo aver studiato architettura all'Università della Florida decide di dedicarsi al cinema d'animazione e, a partire dal 1999 crea i cortometraggi animati The Hangnail, The Astounding Talent of Mr. Grenade, e 9.
Nel 2005, grazie alla nomination agli Oscar, Acker fu notato da Tim Burton che si offrì, con l'aiuto di Timur Bekmambetov, di produrre un lungometraggio d'animazione partendo dal corto.
Nel 2012 Acker ha confermato che sta pianificando insieme alla Valve Corporation il suo prossimo lungometraggio d'animazione, Deep. Come in 9, il film sarà ambientato in un mondo post-apocalittico, nonostante ciò Deep non ha alcuna relazione con 9 e sarà ambientato in un differente universo dove la terza guerra mondiale ha costretto gli umani a vivere sottoterra. Attualmente non vi è ancora una data di uscita del film.

## Influenze
Shane Acker ha dichiarato di ispirarsi ai fratelli Stephen e Timothy Quay, a Don Hertzfeldt, a Jan Švankmajer e ai fratelli Wolfgang e Christoph Lauenstein.